# Dominio de Fiyi
El Dominio de Fiyi fue el nombre oficial de Fiyi entre octubre de 1970 y el 6 de octubre de 1987. Cuando el dominio británico terminó en 1970, las islas Fiyi obtuvieron la independencia como Dominio, en el que el monarca británico, Isabel II, siguió siendo jefe de Estado como Reina de Fiyi, representada por el Gobernador General. La República de Fiyi, al destituir a Isabel II como jefe de Estado, fue proclamada el 6 de octubre de 1987 tras dos golpes militares.

## Historia
Los siguientes Gobernadores Generales ocuparon el cargo:
1. Sir Robert Sidney Foster 10 de octubre de 1970 - 13 de febrero de 1973
2. Ratu Sir George Cakobau 13 de febrero de 1973 - 12 de febrero de 1983
3. Ratu Sir Penaia Ganilau 12 de febrero de 1983 - 6/15 de octubre de 1987

Las siguientes personas ocuparon el cargo de primer ministro (y jefe de gobierno):
1. Ratu Sir Kamisese Mara 10 de octubre de 1970 - 13 de abril de 1987
2. Timoci Bavadra 13 de abril de 1987 - 14 de mayo de 1987

Isabel II visitó Fiyi antes de su independencia en 1953, 1963 y marzo de 1970, y después de la independencia en 1973, 1977 y 1982.
Tras la elección del gobierno dominado por la etnia indofiyiana del Primer Ministro Timoci Bavadra (aunque él personalmente era un fiyiano indígena) el 13 de abril de 1987, el Teniente Coronel Sitiveni Rabuka llevó a cabo el primero de dos golpes militares el 14 de mayo de 1987. En un principio, Rabuka expresó su lealtad a la Reina Isabel II. Sin embargo, el Gobernador General Ratu Sir Penaia Ganilau, en un esfuerzo por defender la Constitución de Fiyi, se negó a jurar el nuevo gobierno (autoproclamado) encabezado por Rabuka, por lo que Rabuka declaró una república el 6 de octubre de 1987. Esto fue aceptado por el gobierno británico el 15 de octubre de 1987, y Ganilau renunció el mismo día.
Tras el establecimiento de la república, el exgobernador General Ratu Sir Penaia Ganilau se convirtió en el primer Presidente de Fiyi, en diciembre de 1987.